# Parasmittina longirostrata
Parasmittina longirostrata är en mossdjursart som beskrevs av Liu 200. Parasmittina longirostrata ingår i släktet Parasmittina och familjen Smittinidae. Inga underarter finns listade i Catalogue of Life.